# Казус Вагнер
«Казус Вагнер» (нем. Der Fall Wagner) — произведение немецкого философа Фридриха Ницше. Рукопись произведения была закончена весной 1888 г. Книга была издана осенью того же года в лейпцигском издательстве К. Г. Наумана. В ней философ прибегает к анализу творчества Рихарда Вагнера и современной ему культуры, говоря о ее упадке, или, как он это называет, «decadence», и нарекает Вагнера предводителем, главным символом этого упадка.

## Содержание
Произведение знаменует окончательный разрыв Ницще с Рихардом Вагнером. В тексте многократно даётся оценка творчества немецкого композитора как декадентского. Ницше не скрывает своего негативного отношения к музыканту. «Казус Вагнер» первоначально создает впечатление личного дневника, во многом из-за анализа собственного отношения автора к объекту его работы. Ницше называет Вагнера одной из своих болезней. Под «болезнью» философ имеет в виду взгляды, систему ценностей самого Вагнера, которые он сам некогда разделял. Ницше говорит, что причина, которая побудила его написать «Казус Вагнер» — это философ внутри него. Философ этот — бунтарь. Он, являясь продуктом своего времени, изменяет привычную его современникам точку зрения и анализирует современность через призму искусства, через творчество самого востребованного художника-современника — Рихарда Вагнера. Именно за этим кроется нечто гораздо большее, чем проблема одного музыканта — Ницше описывает культуру своего времени, используя простую формулу: «Наши вкусы раскрывают нашу сущность».

## Музыка Вагнера как болезнь
Ницше приводит множество примеров и описаний произведений Вагнера, которые, согласно его мнению, являются воплощенной сущностью взглядов самого композитора. Прежде всего философ противопоставляет музыку Рихарда Вагнера творчеству Жоржа Бизе, с целью сделать контраст «хорошей» и «плохой» музыки более выразительным, чтобы помочь своему читателю разглядеть «зло», показав, что же на самом деле является благом. Хорошей музыкой, согласно Ницше, будет являться та, которая воспитывает слушателя, которая не ошеломляет эффектами, но относится к слушателю как к равному, как к музыканту. Так Ницше описывал музыку Бизе: «Музыка Бизе обладает утонченностью. Она богата. Она точна. Она строит, организует и заканчивает». Музыку Вагнера, в свою очередь, философ описывает как не обладающей гармонией, воздействующей на психологическое состояние человека, на его эмоции, а точнее: на его «больные нервы». Ницше пишет о Вагнере: «Он мастер в гипнотических приемах, он валит даже самых сильных как быков». Музыка Вагнера в понимании Ницше воспринимается чем-то мощным и гигантским, находящимся в состоянии хаоса, и это полностью противоречит тому, что Ницше называет музыкой высокого стиля. Этот принцип, по которому выстроены композиции произведений Вагнера, философ называет «Бесконечностью, но без мелодии». Он говорит, что Вагнер не заинтересован построением мелодии, для него важнейшим аспектом является окраска самого звука. Ницше утверждает, что причиной подобной музыки является испорченный вкус композитора, который продиктован непостоянством, чрезмерной раздражительностью и чувствительностью музыканта. Философ заключает, что искусство Вагнера больное, поскольку оно не отвечает требованиям прекрасного. Ницше также подкрепляет эту позицию, описывая физиологические типы персонажей, ломаный голос исполняющих вокальные партии и сами темы его произведений.

## Философия и музыка
В своем тексте Ницше заявляет, что Вагнер не был музыкантом, как таковым. Философ объясняет это отсутствием всякого стиля и музыкальных законов в творчестве композитора. Вместо этого, по мнению Ницше, Вагнер использует множество других средств — он становится скорее актером, который блестяще подбирает все нужные элементы представления. Вагнер, по заверению Ницше, всю свою жизнь утверждал, что его музыка нечто большее, чем только музыка. Автор «Казуса» говорит нам, что для Вагнера «музыка всегда лишь средство». Композитор подкреплял свои произведения литературой, объясняя таким образом значение идей своего творчества. Эти самые идеи в его творчестве являются наследием немецкой идеалистической философии, преображенным в музыке. Именно поэтому Ницше и говорит нам о музыке Вагнера, как «идеи бесконечности» — «он стал наследником Гегеля… Музыка как „идея“». Таким образом, в творчестве Вагнер происходит взаимодействие музыки и философии.
Ницше отмечает, что философия идей в музыке Вагнера притягивает людей к его творчеству. Он пишет об этом: «богатство загадок в его искусстве, его игра в прятки под ста символами, его полихромия идеала — вот что влечет к Вагнеру…», имея в виду то, что увлеченность метафизикой идей, которая определяла ощущение жизни людей в то время, способствовала развитию популярности творчества Рихарда Вагнера. Но философия метафизики идей для Ницше — это тоже болезнь, поскольку она оперирует бестелесными, бесконечными идеями, которые человек не способен воспринять. Эта философия, по Ницше, воплощенная в музыке Вагнера, и заражает её, делает ее ломанной, грубой и напряженной. Поэтому музыка Вагнера не является чем-то законченным — она призвана скрывать в себе великую истину, которую человек не может постичь. Эта идея кроется под словами Ницше: «Он угадал в музыке средство возбуждать больные нервы, — для этого он сделал больную музыку».
Всего Ницше называет три возбудителя, которые оперируют к ощущениям слушателей, и с помощью которых Вагнер добивается необходимого эффекта, воплощая в музыке свою философию:
1. зверское, как обращенное к естественному состоянию человека;
2. искусственное, как отдаленное от гармонии с природой;
3. невинное, воздействующее на разум слушателя.

## Фридрих Ницше о своей книге
Я делаю себе маленькое облегчение. Это не просто чистая злоба, если в этом сочинении я хвалю Бизе за счёт Вагнера. Под прикрытием многих шуток я говорю о деле, которым шутить нельзя. Повернуться спиной к Вагнеру было для меня чем-то роковым; снова полюбить что-нибудь после этого — победой. Никто, быть может, не сросся в более опасной степени с вагнерианством, никто упорнее не защищался от него, никто не радовался больше, что освободился от него. Длинная история! — Угодно, чтобы я сформулировал её одним словом? — Если бы я был моралистом, кто знает, как назвал бы я её! Быть может, самопреодолением. — Но философ не любит моралистов… Он не любит также красивых слов…

## Произведение на русском языке
- Сборник произведений — «По ту сторону добра и зла», «Казус Вагнер», «Антихрист», «Ессе Номо», «Человеческое, слишком человеческое», «Злая мудрость». Мн.: Издательство «Харвест», 2005. ISBN 985-13-0983-4
- Ницше Ф. Сочинения в двух томах. Т. 2/ Сост., ред. и авт. примеч. К. А. Свасьяна; Пер. с нем. — М.: «Мысль», 1996. — 829 с. ISBN 5-244-00854-2